# Mailing vocal
 (avril 2012).
Si vous disposez d'ouvrages ou d'articles de référence ou si vous connaissez des sites web de qualité traitant du thème abordé ici, merci de compléter l'article en donnant les références utiles à sa vérifiabilité et en les liant à la section « Notes et références ».
Le mailing vocal est un outil du Marketing direct qui consiste à diffuser un message vocal préenregistré vers des lignes téléphoniques fixe ou mobile.

## Différentes méthodes de Mailing vocal
Plusieurs méthodes de mailing vocal existent :

- le mailing vocal sur répondeur de mobile consiste à déposer un message vocal directement sur le répondeur d'un prospect ou client sans faire sonner son téléphone ;
- le mailing vocal par appel entrant consiste à générer un appel sur une ligne fixe ou mobile et à diffuser un message préenregistré lorsque le prospect ou client décroche l'appel.

## Avantages du Mailing vocal
Le mailing vocal sur répondeur de mobile constitue une innovation récente. Ses avantages sont notamment :

- Non intrusif puisque le téléphone ne sonne pas
- Personnalisation du message marketing grâce à la voix
- Efficacité puisque plus de 90 % des utilisateurs de mobile écoutent leur répondeur de mobile